# Llista dels edificis més alts de Chicago

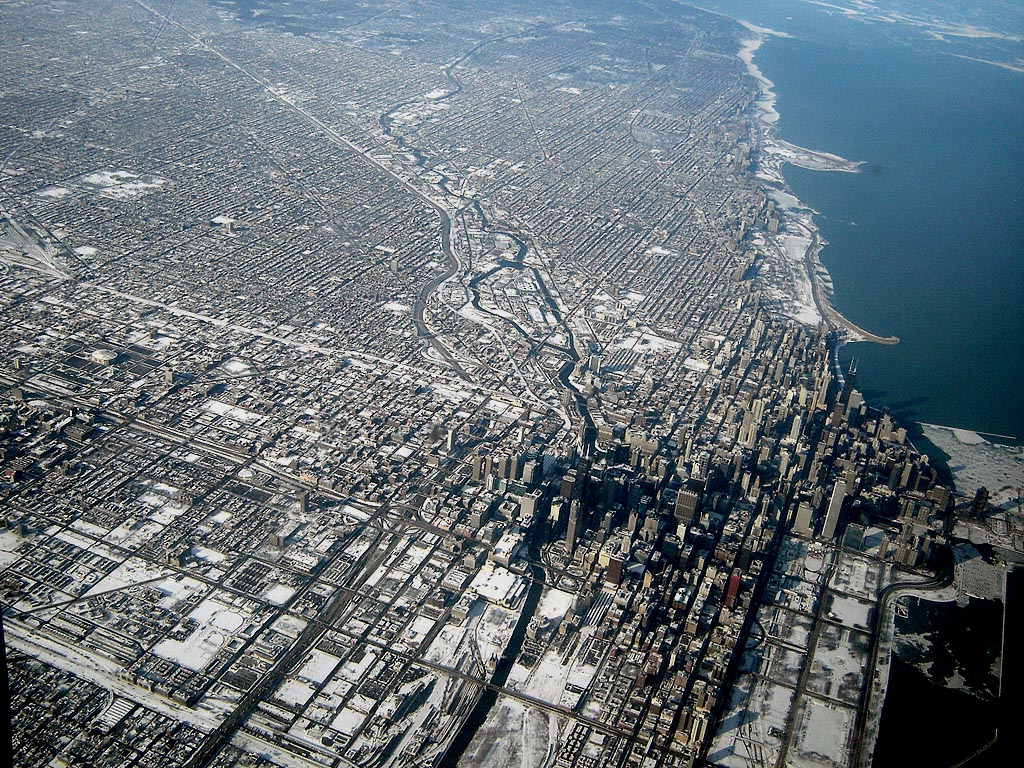
Vista aèria del barri de negocis de Chicago.

A la ciutat de Chicago s'hi troben alguns dels gratacels més alts d'Amèrica del Nord i del món, amb nombroses torres que quatre superen els 300 metres. La majoria estan situades al Downtown Chicago o al llarg de la Michigan Avenue. El John Hancock Center, constitueix la zona residencial més elevada del món.
La Torre Willis (anteriorment Sears Tower) ha estat durant diversos anys la torre amb més pisos del món, i la torre més alta del món si hom pren per a mesurar la seva alçada més la seva antena de més de 100 m.
La ciutat compta també almenys amb 89 gratacels (edificis d'una alçada d'almenys 152 metres o 500 peus) dins les seves fronteres, segon a Amèrica del Nord després de la ciutat de Nova York.

## Construccions acabades
Informació actualitzada per un bot. Els canvis manuals es perdran quan s'actualitzi!
| Imatge | Nom                                 | Tipus                                             | Construcció | Altura (m)    | Pisos   | Commons (més fotos)                           | WD                            |
| ------ | ----------------------------------- | ------------------------------------------------- | ----------- | ------------- | ------- | --------------------------------------------- | ----------------------------- |
|        | Torre Willis                        | gratacel edifici d'oficines atracció turística    | 1974        | 442.1         | 108 110 | Willis Tower                                  | Modifica les dades a Wikidata |
|        | Trump International Hotel and Tower | gratacel hotel                                    | 2009        | 423.2         | 98      | Trump International Hotel and Tower (Chicago) | Modifica les dades a Wikidata |
|        | St. Regis Chicago                   | gratacel edifici residencial                      |             | 362.9         | 101     | Vista Tower (Chicago)                         | Modifica les dades a Wikidata |
|        | 875 North Michigan Avenue           | gratacel edifici d'oficines edifici residencial   | 1969        | 344           |         | 875 North Michigan Avenue                     | Modifica les dades a Wikidata |
|        | Franklin Center (Chicago)           | estructura arquitectònica                         | 1989        | 307           | 60      | Franklin Center                               | Modifica les dades a Wikidata |
|        | Two Prudential Plaza                | edifici de gran altura gratacel                   | 1990        | 303.3         | 64      | Prudential Plaza (Chicago)                    | Modifica les dades a Wikidata |
|        | 311 South Wacker Drive              | gratacel                                          | 1990        | 292.9128      | 65      | 311 South Wacker                              | Modifica les dades a Wikidata |
|        | NEMA Chicago                        | estructura arquitectònica                         | 2019        | 273.1         | 76      | NEMA Chicago                                  | Modifica les dades a Wikidata |
|        | 900 North Michigan                  | estructura arquitectònica                         | 1989        | 265           | 66      | 900 North Michigan                            | Modifica les dades a Wikidata |
|        | Chase Tower                         | edifici bancari                                   | 1968        | 264.6         | 60      | Chase Tower                                   | Modifica les dades a Wikidata |
|        | Aqua                                | gratacel                                          | 2009        | 262           | 82      | Aqua (skyscraper)                             | Modifica les dades a Wikidata |
|        | Park Tower                          | gratacel                                          | 2000        | 257           | 70      | Park Tower (Chicago)                          | Modifica les dades a Wikidata |
|        | 451 E. Grand                        | gratacel edifici residencial                      | 2019        | 257           | 69      | One Bennett Park                              | Modifica les dades a Wikidata |
|        | 300 North LaSalle                   | gratacel                                          | 2009        | 239           | 60      | 300 North LaSalle                             | Modifica les dades a Wikidata |
|        | Three First National Plaza          | gratacel                                          | 1981        | 234           | 57      | Three First National Plaza                    | Modifica les dades a Wikidata |
|        | Chicago Title and Trust Center      | edifici de gran altura                            | 1992        | 230           | 50      | Grant Thornton Tower                          | Modifica les dades a Wikidata |
|        | 150 North Riverside Chicago         | gratacel                                          | 2017        | 226           | 54      | 150 North Riverside                           | Modifica les dades a Wikidata |
|        | One Museum Park                     | estructura arquitectònica                         | 2009        | 223.8         | 62      | One Museum Park                               | Modifica les dades a Wikidata |
|        | 200 North Riverside Plaza           | edifici de gran altura                            | 2017        | 223.1140392   | 52      | River Point                                   | Modifica les dades a Wikidata |
|        | Olympia Centre                      | gratacel                                          | 1986        | 221           | 63      | Olympia Centre                                | Modifica les dades a Wikidata |
|        | 330 North Wabash                    | edifici de gran altura                            | 1973        | 212           | 52      | 330 North Wabash (Chicago)                    | Modifica les dades a Wikidata |
|        | 181 West Madison Street             | gratacel edifici d'oficines                       | 1990        | 207.3         | 50      | 181 West Madison Street                       | Modifica les dades a Wikidata |
|        | Hyatt Center                        | edifici d'oficines gratacel                       | 2005        | 207           | 48      | Hyatt Center                                  | Modifica les dades a Wikidata |
|        | One Magnificent Mile                | estructura arquitectònica                         | 1983        | 205           | 57      | One Magnificent Mile                          | Modifica les dades a Wikidata |
|        | 77 West Wacker Drive                | gratacel edifici d'oficines                       | 1992        | 204           | 49      | 77 West Wacker Drive                          | Modifica les dades a Wikidata |
|        | Richard J. Daley Center             | edifici de gran altura palau de justícia gratacel | 1965        | 197.5         | 30      | Richard J. Daley Center                       | Modifica les dades a Wikidata |
|        | Lake Point Tower                    | gratacel                                          | 1968        | 197           | 70      | Lake Point Tower (Chicago)                    | Modifica les dades a Wikidata |
|        | The Heritage at Millennium Park     | gratacel                                          | 2005        | 192           | 57      | The Heritage at Millennium Park               | Modifica les dades a Wikidata |
|        | NBC Tower                           | gratacel                                          | 1989        | 191 171 160   | 37      | NBC Tower                                     | Modifica les dades a Wikidata |
|        | Waterview Tower                     | edifici de gran altura                            | 2014        | 190           | 60      | Waterview Tower                               | Modifica les dades a Wikidata |
|        | Millennium Centre                   | gratacel                                          | 2001        | 186           | 59      | Millennium Centre (Chicago, Illinois)         | Modifica les dades a Wikidata |
|        | Chicago Board of Trade Building     | edifici de gran altura                            | 1930        | 184.0995624   | 44      | Chicago Board of Trade Building               | Modifica les dades a Wikidata |
|        | CNA Center                          | gratacel                                          | 1972        | 183           | 44      | CNA Center                                    | Modifica les dades a Wikidata |
|        | Optima Signature                    | gratacel                                          | 2017        | 178.9         | 57      | Optima Signature                              | Modifica les dades a Wikidata |
|        | 151 North Franklin                  | gratacel                                          | 2018        | 173           | 35      |                                               | Modifica les dades a Wikidata |
|        | Palmolive Building                  | edifici de gran altura                            | 1929        | 172.21        | 37      | Palmolive Building                            | Modifica les dades a Wikidata |
|        | Pittsfield Building                 | edifici de gran altura                            | 1927        | 168           | 38      | Pittsfield Building                           | Modifica les dades a Wikidata |
|        | Loews Hotel Tower                   | gratacel                                          | 2015        | 166           | 49      | Loews Chicago Hotel                           | Modifica les dades a Wikidata |
|        | Morrison Hotel                      | gratacel hotel                                    | 1925        | 160.33        | 45      | Morrison Hotel (Chicago)                      | Modifica les dades a Wikidata |
|        | Tribune Tower                       | gratacel                                          | 1925        | 141           | 36      | Tribune Tower                                 | Modifica les dades a Wikidata |
|        | Presidential Towers                 | gratacel                                          | 1986        | 140.5130766   | 49      | Presidential Towers                           | Modifica les dades a Wikidata |
|        | 2550 North Lakeview Avenue          | edifici de gran altura bloc de pisos              | 2012        | 134.724913206 | 39      | 2550 North Lakeview Avenue                    | Modifica les dades a Wikidata |
|        | Wrigley Building                    | gratacel                                          | 1924        | 133.51        | 30      | Wrigley Building                              | Modifica les dades a Wikidata |
|        | Avondale Center                     | gratacel edifici universitari                     | 1980        | 121.9         | 36      |                                               | Modifica les dades a Wikidata |
|        | 333 North Michigan                  | edifici de gran altura                            | 1928        | 120.7010376   | 34      | 333 North Michigan                            | Modifica les dades a Wikidata |
|        | 400 East Randolph                   | gratacel                                          | 1963        | 115.2         | 40      | 400 East Randolph                             | Modifica les dades a Wikidata |
|        | Century Tower                       | edifici                                           | 1930        | 102.4         |         | Century Tower (Chicago)                       | Modifica les dades a Wikidata |